# Filipe de Hesse-Cassel
Filipe de Hesse-Cassel (em alemão: Philipp von Hessen; Offenbach, 6 de novembro de 1896 – Roma, 25 de outubro de 1980), foi um príncipe alemão, terceiro filho do rei Frederico Carlos I da Finlândia e da princesa Margarida da Prússia. O Chefe da Casa de Hesse-Cassel de 1940 a 1980 e depois da Casa Eleitoral de Hesse de 1968 a 1980. Juntou-se ao Partido Nacional Socialista em 1930, quando ganhou poder com a nomeação de Adolf Hitler como Chanceler em 1933, e tornou-se governador de Hesse-Nassau, um posto que ocupou de 1933 até 1944.
Ele era neto de Frederico III, imperador alemão, e bisneto da Rainha Vitória, bem como genro do rei Vítor Emanuel III da Itália. Seu parente o príncipe Filipe, Duque de Edimburgo, marido da rainha da Elizabeth II, foi batizado em homenagem a ele.

## Juventude e Primeira Guerra Mundial
Filipe nasceu no Castelo de Rumpenheim em Offenbach, sendo o terceiro filho do príncipe Frederico Carlos de Hesse-Cassel e da sua esposa, a princesa Margarida da Prússia (irmã do kaiser Guilherme II). Filipe tinha um irmão gémeo, Wolfgang, bem como dois irmãos mais velhos e outros dois irmãos gémeos mais novos.
Em criança, Filipe tinha uma governanta inglesa. Em 1910 foi mandado para a Inglaterra para ser ensinado numa escola em Bexhill-on-Sea. Depois de regressar à Alemanha, ingressou no Musterschule em Frankfurt e depois no Realgymnasium em Potsdam. Foi o único dos seus irmãos que não entrou na academia militar.
No início da Primeira Guerra Mundial, Filipe insistiu em alistar-se no 24.º Regimento juntamente com o seu irmão Maximiliano. Primeiro prestaram serviço na Bélgica onde Maximiliano foi morto em outubro. Em 1915 e 1916, Filipe prestou serviço na frente oriental no território que hoje pertence à Ucrânia. Tinha a posição de tenente (uma posição extremamente baixa tendo em conta as suas origens nobres) e era maioritariamente responsável pela vigia de munições. Em 1917, prestou serviço na Linha Siegfried, antes de regressar à Ucrânia onde começou a prestar serviço activo e onde foi ferido.
Em 1916, o irmão mais velho de Filipe, o príncipe Frederico Guilherme, morreu e Filipe passou a estar no segundo lugar de sucessão, atrás do seu tio e do seu pai, para a Casa de Hesse-Cassel, enquanto que o seu irmão gémeo mais novo Wolfgang, passaria a ser herdeiro do trono finlandês. Contudo, os planos para a criação de uma monarquia na Finlândia tiveram um final abrupto quando a Alemanha perdeu a guerra. A Finlândia tornou-se uma república em 1919.
A bissexualidade de Filipe era conhecida; ele teria mantido uma relação de anos com o poeta britânico Siegfried Sassoon. Após a guerra, o general Karl Wolff membro de alto escalão da SS revelou no alto de seu processo que o príncipe era "considerado homossexual".

## Vida depois da guerra e casamento

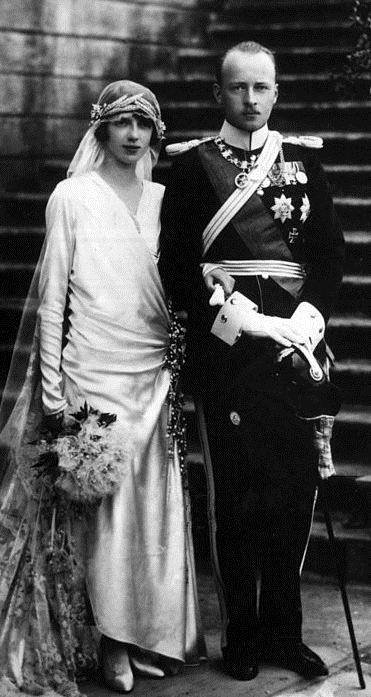
Filipe com a esposa, Mafalda, no dia de seu casamento em 1925.

Depois da guerra, Filipe alistou-se no Übergangsheer (o Exército de Transição) no qual teve êxito em defender a Alemanha contra as acções comunistas e socialistas. De 1920 a 1922, ingressou na Universidade Técnica de Darmstadt onde estudou História da Arte e Arquitectura. Fez várias visitas à Grécia onde a sua tia Sofia era rainha-consorte pelo seu casamento com o rei Constantino I da Grécia. Em 1922 deixou a Universidade sem completar o curso e começou a trabalhar no Museu Kaiser Friedrich em Berlim. No ano seguinte mudou-se para Roma onde usou as suas ligações aristocráticas para se estabelecer como um designer de interiores de sucesso.
Seguindo o biógrafo Jonathan Petropoulos, Filipe era provavelmente bissexual. Após uma relação com o poeta Siegfried Sassoon, casou-se com a princesa Mafalda da Itália, filha do rei Vítor Emanuel III da Itália, no dia 23 de setembro de 1925 no Castelo de Racconigi, perto de Turim. O casal teve quatro filhos:
- Maurício de Hesse (6 de Agosto de 1926 - 23 de Maio de 2013) casado com a princesa Tatiana de Sayn-Wittgenstein-Berleburg{divorciados}; com descendência; herdou as casas reais de Hesse-Cassel e Hesse-Darmstadt, fundindo-as em uma.
- Henrique Guilherme Constantino Vítor Francisco (30 de Outubro de 1927 - 18 de Novembro de 1999); nunca se casou nem teve descendentes.
- Otto Adolfo (3 de Junho de 1937 - 3 de Janeiro de 1998); casou-se primeiro no dia 6 de Abril de 1965 com Angela von Doering (divorciaram-se no dia 3 de Fevereiro de 1969); sem descendência. Casou-se pela segunda vez no dia 28 de Dezembro de 1988 com Elisabeth Bönker; divorciaram-se em 1994; sem descendência
- Isabel Margarida (nascida a 8 de Outubro de 1940) casou-se no dia 26 de Fevereiro de 1962 em Frankfurt com Friedrich Carl von Oppersdorf; sem descendência.

A família vivia principalmente na Villa Polissena (chamada assim em honra da rainha Polissena), que fazia parte da Villa Savoia, a propriedade dos reis italianos nos arredores de Roma, mas também viajavam frequentemente para a Alemanha.

## Envolvimento com o Partido Nazi

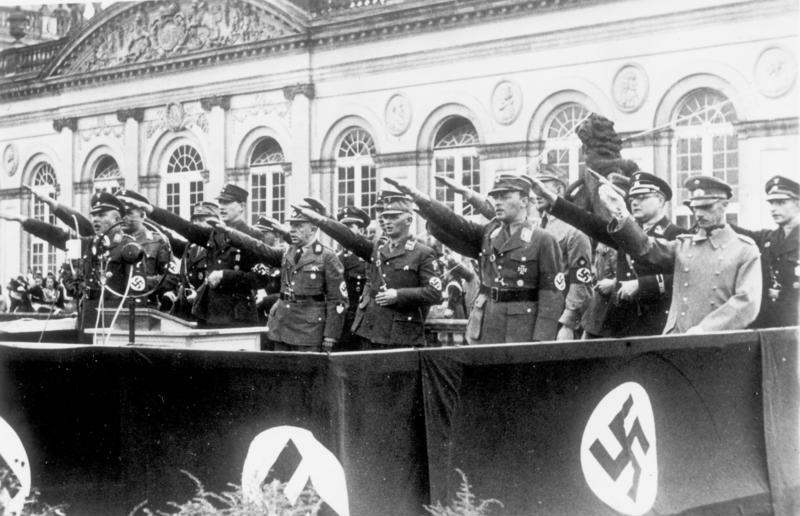
Filipe junto de outros membros proiminentes do Partido Nazi, em Cassel, 1933.

Enquanto estava em Itália, Filipe ficou impressionado com o Fascismo. Quando regressou à Alemanha em outubro de 1930, juntou-se ao Partido Nacional Socialista dos Trabalhadores (frequentemente abreviado para Partido Nazi). Em 1932 juntou-se aos Sturmabteilung (mais conhecidos por SA ou Camisas Castanhas) e, seguindo o exemplo do seu irmão Cristóvão, também ingressou nos Schutzstaffel (SS). Mais tarde, os seus outros dois irmãos também se juntaram à SA. Através da sua ligação ao partido, Filipe tornou-se muito amigo de Hermann Göring, o futuro chefe da força área alemã.
Após a nomeação de Adolf Hitler como chanceler alemão no dia 30 de janeiro de 1933, Filipe foi nomeado governador de Hesse-Nassau em Junho do mesmo ano. Com o sucesso eleitoral do partido político de Hitler, também se tornou membro do Reichstag e do Staatsrat prussiano. Filipe teve um papel importante na consolidação do governo nacional-socialista na Alemanha. Foi ele que introduziu outros aristocratas no partido e, como genro do rei da Itália, era um mensageiro frequente entre Hitler e Benito Mussolini. Também era um agente das artes para Hitler na Itália.

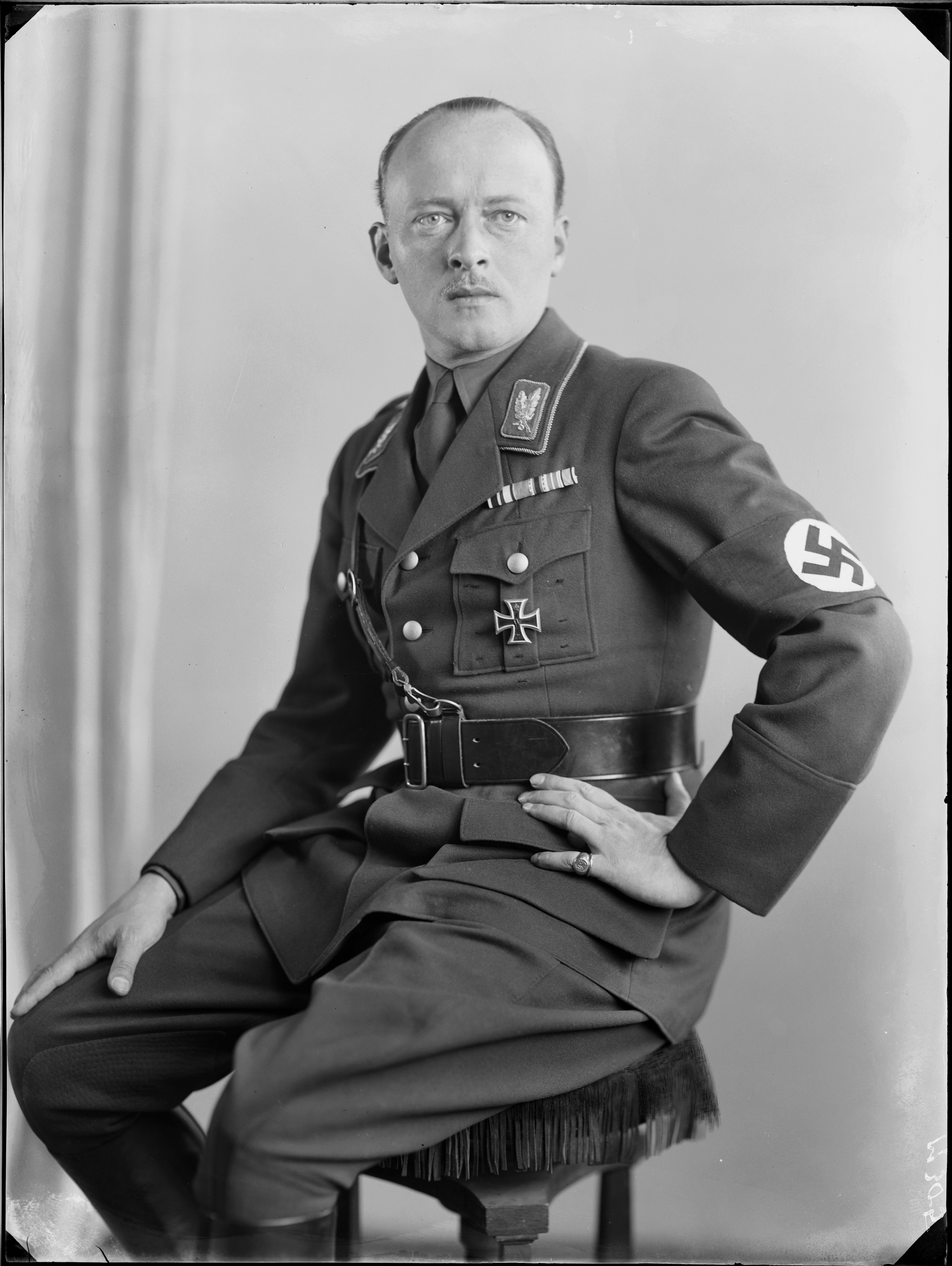
Filipe usando uniforme e insígnia da SA, milícia paramilitar nazista.

Como governador de Hesse-Cassel, Filipe esteve envolvido no Programa de Eutanásia Aktion T4. Em Fevereiro de 1941, Filipe assinou o contracto que colocava o sanatório de Hadamar à disposição do Ministério do Interior do Reich. Mais de 10,000 doentes mentais foram lá mortos. Em 1946, Filipe foi acusado de homicídio, mas a acusação foi retirada.
À medida que a guerra avançava, as atitudes das autoridades nacional-socialistas em relação às casas reais alemãs mudaram. Enquanto no início o partido gostava de usar os nomes de família históricos para obter apoio popular, com o tempo decidiram distanciar-se mesmo dos príncipes que os apoiavam.
Em finais de Abril de 1943, Filipe recebeu ordens de aparecer no quartel-general de Hitler onde ficou preso nos quatro meses seguintes. Em Maio de 1943, Hitler publicou o “Decreto Referente a Homens com Ligações Internacionais”, onde se declarava que os príncipes não podiam ter posições no partido, no estado ou nas forças armadas. A ordem de prisão de Mussolini dada pelo sogro de Filipe, o rei Vítor Emanuel em Julho de 1943 tornou a posição de Filipe ainda mais complicada. Hitler acreditava que Filipe e a sua família eram cúmplices da queda de Mussolini.
No dia 8 de setembro de 1943, Filipe foi preso. Foi expulso do partido e dispensado da força aérea. No dia 25 de janeiro de 1944, a sua discordância política tornou-se pública e ele foi dispensado da sua posição como governador de Hesse-Nassau.
Em Setembro de 1943 Filipe foi enviado para o campo de concentração de Flossenbürg. Foi colocado na solitária e proibido de manter qualquer contacto com o mundo exterior. Contudo, tinha certos privilégios como usar roupas civis e comer as mesmas refeições que os guardas.
A esposa de Filipe, Mafalda, foi presa e colocada sob custódia militar em Roma. Depois foi enviada para Munique e para Berlim, onde foi interrogada. No final foi colocada no campo de concentração de Buchenwald, onde vivia numa casa ao lado de uma fábrica de armamento. Em Agosto de 1944 a fábrica foi bombardeada pelos Aliados. Mafalda ficou gravemente ferida e acabou por morrer vários dias depois, após uma operação realizada pelos médicos do campo.
À medida que os Aliados avançavam na Alemanha, em Abril de 1945, Filipe foi transferido para o campo de concentração de Dachau. Depois de lá passar apenas dez dias, foi transferido para o Tirol juntamente com outros 140 prisioneiros proeminentes, onde foi libertado por tropas americanas no dia 4 de maio de 1945.

## Últimos anos
Devido a sua antiga posição como governador de Hesse-Nassau, Filipe foi capturado pelos Aliados, primeiro na ilha de Capri e depois numa série de outros centros de detenção.
Em 1940, Filipe tinha sucedido ao seu pai como chefe da Casa Eleitoral de Hesse. Em 1968, após a morte do seu parente distante, o príncipe Luís de Hesse e do Reno, Filipe sucedeu também como chefe da Casa de Hesse-Darmstadt e do Reno. Luís tinha adoptado nominalmente os filhos de Filipe, incluindo Maurício que, nesta altura, herdou as propriedades de Hesse e do Reno, incluindo as suas incríveis colecções culturais.
Filipe morreu em Roma, na Itália em 1980.